# Gj
GJ je 12. slovo ilirske abecede. Označava glasove /dʒ/, /dʑ/.